# Det kom en främling
Det kom en främling är en amerikansk film från 1949 i regi av John Farrow. Filmen är en variation av Faust-legenden.

## Handling
Distriktsåklagaren Joseph Foster tänker ställa upp i valet till guvernör för att en gång för alla få bukt med den lokala brottsligheten. En vältalig herre vid namn Nick Beal bekantar sig med Foster och sluter en affärsuppgörelse med honom. Foster får sin framgång, men han blir tvärtemot sina ursprungliga intentioner en korrupt politiker.

## Rollista
- Ray Milland – Nick Beal
- Audrey Totter – Donna Allen
- Thomas Mitchell – Joseph Foster
- George Macready – Rev. Garfield
- Fred Clark – Frankie Faulkner
- Geraldine Wall – Martha Foster
- Henry O'Neill – Hobson, domare
- Darryl Hickman – Larry Price
- Nestor Paiva – Karl
- King Donovan – Peter Wolfe
- Ernst Verebes – Mr. Cox